# Molecole (film)
Molecole è un film documentario del 2020 diretto da Andrea Segre.
Pellicola presentata nella serata di pre apertura della 77ª Mostra internazionale d'arte cinematografica di Venezia.

## Produzione

### Genesi
Segre si trova a Venezia durante il lockdown dovuto alla pandemia di COVID-19 del 2020 e, pertanto, deve sospendere i progetti artistici in corso. Decide quindi di documentare lo stato del capoluogo veneto in quel particolare momento. Una volta libero di muoversi, giunto a Roma, il regista visiona un archivio di filmati su Venezia girati da suo padre e nasce così il desiderio della creazione di un film che unisse queste riprese. Il nome del film richiama la professione di ricercatore, nel campo del moto delle molecole, svolta dal padre.

### Riprese
Il documentario riprende la città di Venezia deserta dal bordo di una tipica imbarcazione veneziana guidata da una gondoliera.